# Dalidaivis Rodriguez Clark
Pour les articles homonymes, voir Rodríguez et Clark.
Dalidaivis Rodriguez Clark, née le 7 août 1983, est une judokate handisport cubaine, concourant dans la catégorie des -63 kg. Elle souffre de kératocône, une maladie dégénérative qui touche la cornée.

## Carrière
Pour remporter la médaille d'or en moins de 63 kg lors des Jeux paralympiques d'été de 2012, elle bat la championne olympique en titre, la Vénézuélienne Naomi Soazo en quart de finale. En finale, elle bat la Brésilienne Lucia Teixeira.
Aux Jeux para-panaméricains de 2015, elle remporte l'or en battant de nouveau la Vénézuélienne Soazo. Lors des Championnats du monde judo handisport 2014 à Colorado Springs, elle perd en finale contre l'Ukrainienne Iryna Husieva.
Le 9 septembre 2016, elle est la porte-drapeau paralympique pour Cuba lors de la cérémonie d'ouverture des Jeux paralympiques d'été de 2016. En demi-finale, elle bat la Sud-Coréenne Songlee Jin considérée comme trop passive par les juges. Qualifiée pour la finale, elle retrouve l'Ukrainienne Husieva qu'elle bat par ippon en 2 min 23 s.